# Репки (Дятловский район)
Ре́пки (бел. Рэпкі) — деревня в Дворецком сельсовете Дятловского района Гродненской области Белоруссии. По переписи населения 2009 года в Репках проживало 26 человек.

## Этимология
Название деревни образовано от места, где росла репа.

## География
Репки расположены в 11 км к юго-востоку от Дятлово, 166 км от Гродно, 11 км от железнодорожной станции Новоельня.

## История
В 1878 году Репки — деревня в Дворецкой волости Слонимского уезда Гродненской губернии (16 дворов, хлебный магазин). В 1880 году в Репках проживало 12 человек.
Согласно переписи населения 1897 года в Репках насчитывалось 19 домов, проживало 132 человека. В 1905 году — 194 жителя.
В 1921—1939 годах Репки находились в составе межвоенной Польской Республики. В сентябре 1939 года Репки вошли в состав БССР.
В 1996 году Репки входили в состав колхоза имени К. Заслонова. В деревне насчитывалось 29 хозяйств, проживало 55 человек.